# Luís, a Criança
Luís, a Criança (893 – 20 ou 24 de setembro de 911), algumas vezes chamado de Luís IV ou Luís III,  foi o último governante carolíngio da Frância oriental.

## Biografia
Luís foi o único filho legítimo do imperador Arnulfo e sua esposa, Ota, uma integrante da dinastia conradina. Nasceu em setembro ou outubro de 893, em Altötting, Baviera. Sucedeu seu pai como rei após a morte deste  em 899, quando tinha apenas seis anos. Durante seu reinado, o país foi devastado por invasões de magiares.
Luís foi coroado em Forchheim em 4 de fevereiro de 900. Esta é a primeira coroação, que se tem registro, de um membro da realeza germânica. Luís tinha uma saúde frágil, frequentemente estava doente, e com sua pouca idade, as rédeas do governo ficaram inteiramente nas mãos de outros, dos nobres e bispos. Luís herdou também a Lotaríngia, com a morte de seu meio-irmão ilegítimo mais velho, Zuentiboldo, em 900.
Os mais influentes conselheiros de Luís foram: Hato I de Mogúncia e Salomão III de Constança. Foram esses dois que asseguraram que a corte real decidisse em favor dos Conradinos contra a Casa de Babemberga na questão do Ducado da Francônia. Eles nomearam o sobrinho de Luís, Conrado, como duque. Em 903, Luís promulgou os primeiros regulamentos aduaneiros na parte germânica da Europa.
Em 900 um grupo de húngaros, retornando de uma expedição de pilhagem na Itália, fez o seu caminho pela Baviera, devastando o país e levando consigo um rico espólio. A derrota de outro grupo por Luitpoldo da Baviera e Ricardo de Passau, bem como a construção de uma fortaleza de Ensburgo, destinada a servir como um baluarte contra eles, não foram suficientes para mantê-los afastados. Em 901 eles devastaram a Caríntia. Em 906, em duas ocasiões, foi a vez da Saxônia. No ano seguinte, infligiram uma pesada derrota aos bávaros, matando Luitpoldo. Em 908, foi a vez de Saxônia e da Turíngia, em 909, da Alamânia. No seu retorno, no entanto,  Arnulfo, Duque da Baviera infligiu-lhes uma grande derrota em Rott, mas em 910, por sua vez, próximo a Augsburgo, eles derrotaram o numeroso exército formado por Luís, a Criança.
Luís tentou tomar um pouco do controle militar, à medida que os anos passavam, mas teve pouco sucesso contra os magiares. Seu exército foi destruído em Presburgo em 907 e foi nesse clima de derrotas que Luís morreu, em Frankfurt am Main, em 20 ou 24 de setembro de 911, com apenas dezoito anos de idade. Luís foi sepultado no mosteiro de Emeram de Regensburgo, onde seu pai estava enterrado. Sua morte trouxe um fim para o ramo oriental da dinastia carolíngia. O vazio deixado no leste carolíngio foi finalmente preenchido pela família de Henrique I da Germânia, um primo, e marcou o início da dinastia otoniana. Antes, porém, os duques da Frância oriental reuniram-se para eleger Conrado da Francônia,Rei, em oposição ao atual Rei da  Frância Ocidental, Carlos, o Simples. Os magnatas da Lotaríngia elegeram Carlos.